# Suzhou
 For alternative betydninger, se Suzhou (flertydig). (Se også artikler, som begynder med Suzhou)
Suzhou (forenklet kinesisk: 苏州; traditionel kinesisk: 蘇州; pinyin: Sūzhōu; gammelt navn: 吳; suzhoudialekt: [səu][tsøʏ]) er en by på præfekturniveau i provinsen Jiangsu i Folkerepublikken Kina. Præfekturet har et areal på 	8.488,42 km2, heraf
1.649,72 km2 i byområdet, og en befolkning på 6.332.900 mennesker (746.1 indb./km2 , heraf 2.402.100 i byområdet (2009).
Præfekturet grænser i vest til Tai Husøen og præfekturet Wuxi. I nord på den modsatte side af Yangtzefloden ligger Nantong, og i øst Shanghai.

## Administrative enheder
Suzhou består af seks bydistrikter og fem byamter:
- Bydistriktet Jinchang (金阊区), 37 km², 210.000 indbyggere, regeringssæde;
- Bydistriktet Canglang (沧浪区), 25 km², 330.000 indbyggere;
- Bydistriktet Pingjiang (平江区), 22 km², 240.000 indbyggere;
- Bydistriktet Huqiu (虎丘区), 258 km², 550 000 indbyggere;
- Bydistriktet Wuzhong (吴中区), 672 km², 540.000 indbyggere;
- Bydistriktet Xiangcheng (相城区), 416 km², 340.000 indbyggere;
- Byamtet Wujiang (吴江市), 1.192 km², 780.000 indbyggere;
- Byamtet Kunshan (昆山市), 927 km², 640.000 indbyggere;
- Byamtet Taicang (太仓市), 642 km², 450.000 indbyggere;
- Byamtet Changshu (常熟市), 1.263 km², 1,04 mill. indbyggere;
- Byamtet Zhangjiagang (张家港市), 813 km², 870.000 indbyggere.

## Historie
Suzhou er Wu-kulturens vugge og en af de ældste byer ved Yangzeflodens nedre løb. Omkring 500 år før Kristus, ved slutningen af Shang-dynastiet, boede der her stammefolk som gik under fællesbetegnelsen «Gou Wu». I 514 f.Kr., i Vår- og høst-perioden, etablerede kong Helu af Wu det som senere skulle blive kaldt Suzhou. Han kaldte byen «Helus store by». I 496 blev kong Helu begravet i Huqiu (Tigeråsen) her. I 473 blev Wu besejret af Yuekongedømmet, et rige der lå øst for byen. Men allerede i 306 f.Kr. blev Yue opslugt af Chu-kongedømmet, og dermed var Suzhous første guldalder ovre. Under Qin-dynastiet var byen et amt ved navn Wu. Xiang Yu gik til oprør her i 209 f.Kr.; Qindynastiet blev styrtet.
Under Sui-dynastiet fik byen navnet Suzhou (i 589).
Da Kejserkanalen var fuldført, havde Suzhou fået en stor strategisk handelsmæssig betydning . Den blev en af de mest fremtrædende indiustrielle og merkantile centre i den sydøstlige kystregion.
Under Tang-dynastiet konstruerede i 825 Bai Juyi, en stor digter, Shantangkanalen som forbandt byen med det nærliggende Huqiu. I 1035 blev Konfuciustemplet grundlagt.
I februar 1130 kom jin-hæren fra nord og plyndrede, ødelagde og nedslagtede befolkningen, og i 1275 fulgte mongolernes invasion med nye alvorlige ødelæggelser, blandt andet af kongebyen (inderst i den muromkransede bykerne, ødelagt tidlig under Ming-dynastiet i 1367).
Men efterhånden kom byen til hægterne igen, og opblomstrede igen senere i Ming-perioden og under Qing-dynastiet. Men i 1860 blev den ramt af nye katastrofer under Taipingoprøret. Taipingerne indtog byen, og den forblev på deres hænder til november 1863 da Den altid sejrrige hær under Charles Gordon generobrede den.
Den blev også hårdt ramt da japanerne invaderede landet i 1937.
Fra 1950-tallet har der pågået omfattende restaureringer og genopbygning. I 1981 blev det bestemt at Suzhous den gamle bydel skulle være en af de fire kinesiske byer som skulle prioriteres højest hvad gjaldt værn om deres historiske og kulturelle arv. De andre tre byene var Beijing, Hangzhou og Guilin.
I byen ligger også Baodai-broen som blev bygget i 806.

## Trafik
Byen ligger ikke bare ved Kejserkanalen og ved Kinas vigtigste naturlige vandvej Chang Jiang, men er også stoppested på den vigtige jernbanelinje Jinghubanen som løber fra Beijing til Shanghai via blandt andet Tianjin, Jinan og Nanjing.
Kinas rigsvej 312 løber gennem området. Den fører fra Shanghai og ender på grænsen til Kasakhstan, og passerer blandt andet Suzhou, Nanjing, Hefei, Xinyang, Xi'an, Lanzhou, Jiayuguan og Urumqi.

## Uddannelse
- Kedge Business School

## Myndigheder
Den lokale leder i Kinas kommunistiske parti er Lan Shaomin. Borgmester er Li Yaping, pr. 2021.

## Personer fra Suzhou
- Chien-Shiung Wu († 1997), kinesisk-amerikansk fysiker, født i Liuhe (Taicang)[1][2]